# Regina Roma
Pour plus de détails, voir Fiche technique et Distribution.
Regina Roma est un film américain réalisé par Jean-Yves Prate, sorti en 1982.

## Fiche technique
- Titre original : Regina Roma
- Réalisation : Jean-Yves Prate
- Scénario : Pierre Rey
- Costumes : Maria Spigarelli
- Photographie : Serge Haignere
- Montage : Roberto Silvi
- Musique : Carlo Savina
- Production : David Amiri et Serge Roux
- Pays d'origine :  États-Unis
- Langue originale : anglais
- Format : Couleur — 35 mm — son : Mono
- Genre : drame
- Durée : 86 minutes

## Distribution
- Ava Gardner : Mama
- Anthony Quinn : Papa
- Ray Sharkey
- Anna Karina : Regina